# Пим и Пом

Пим и Пом (нидерл. Pim en Pom) — два кота, персонажи нидерландских коротких рассказов и мультфильмов для детей дошкольного возраста.
В 1950-е и 1960-у годы они были действующими лицами в рассказах, написанных Мис Баухёйс (Mies Bouhuys) и иллюстрированных Фип Вестендорп (Fiep Westendorp). Эти рассказы печатались раз в неделю на детской странице газеты Het Parool. Позднее они публиковались также в виде отдельных книг.
Сегодня эти коты известны в основном благодаря телевизионному мультсериалу «Приключения Пима и Пома» (De avonturen van Pim & Pom), основанному на более чем тысяче рисунков Фип Вестендорп. Сериал показывался с 2008 по 2011 год каналом Nickelodeon. Длительность каждой серии — 5 минут, всего серий 52.
В 2014 году был выпущен полнометражный (70 мин) мультфильм «Пим и Пом: большое приключение» (Pim & Pom: Het Grote Avontuur).
Пим и Пом получили от Вестендорп своеобразную внешность: большая эллиптическая голова на длинной шее, маленькое тельце с короткими лапами и коротким хвостом. Глаза и нос изображены тремя кружочками на одной линии; рот не нарисован.